# Krasnaja Buda (przystanek kolejowy)
Krasnaja Buda (biał. Красная Буда, ros. Красная Буда) – przystanek kolejowy w pobliżu miejscowości Krasnaja Buda, w rejonie dobruskim, w obwodzie homelskim, na Białorusi.